# Helga Backhaus
Helga Backhaus (* 19. Januar 1953) ist eine deutsche Langstrecken- und Ultramarathonläuferin.

## Karriere
1989 wurde Backhaus erstmals deutsche Meisterin in der Mannschaftswertung über 100 km. Backhaus wurde 1990 deutsche Vizemeisterin in der Mannschaftswertung des 100-km-Straßenlaufs. 1992 wurde sie Deutsche Meisterin in dieser Wertung. 1993 wurde sie wieder Zweite. 1997 gewann sie nochmals die Silbermedaille. 2001 wurde sie wieder Zweite der Mannschaftswertung.
1995 gewann sie die Bronzemedaille über 100 km.
1992, 1993 und 1999 war sie Vizeeuropameisterin im 24-Stunden-Lauf. 2001 belegte sie dort den Dritten Platz.
2001 siegte Backhaus beim Leipziger 100-km-Lauf. Von 1994 bis 1997 siegte sie viermal beim Spartathlon.